# Dolina za Mnichem

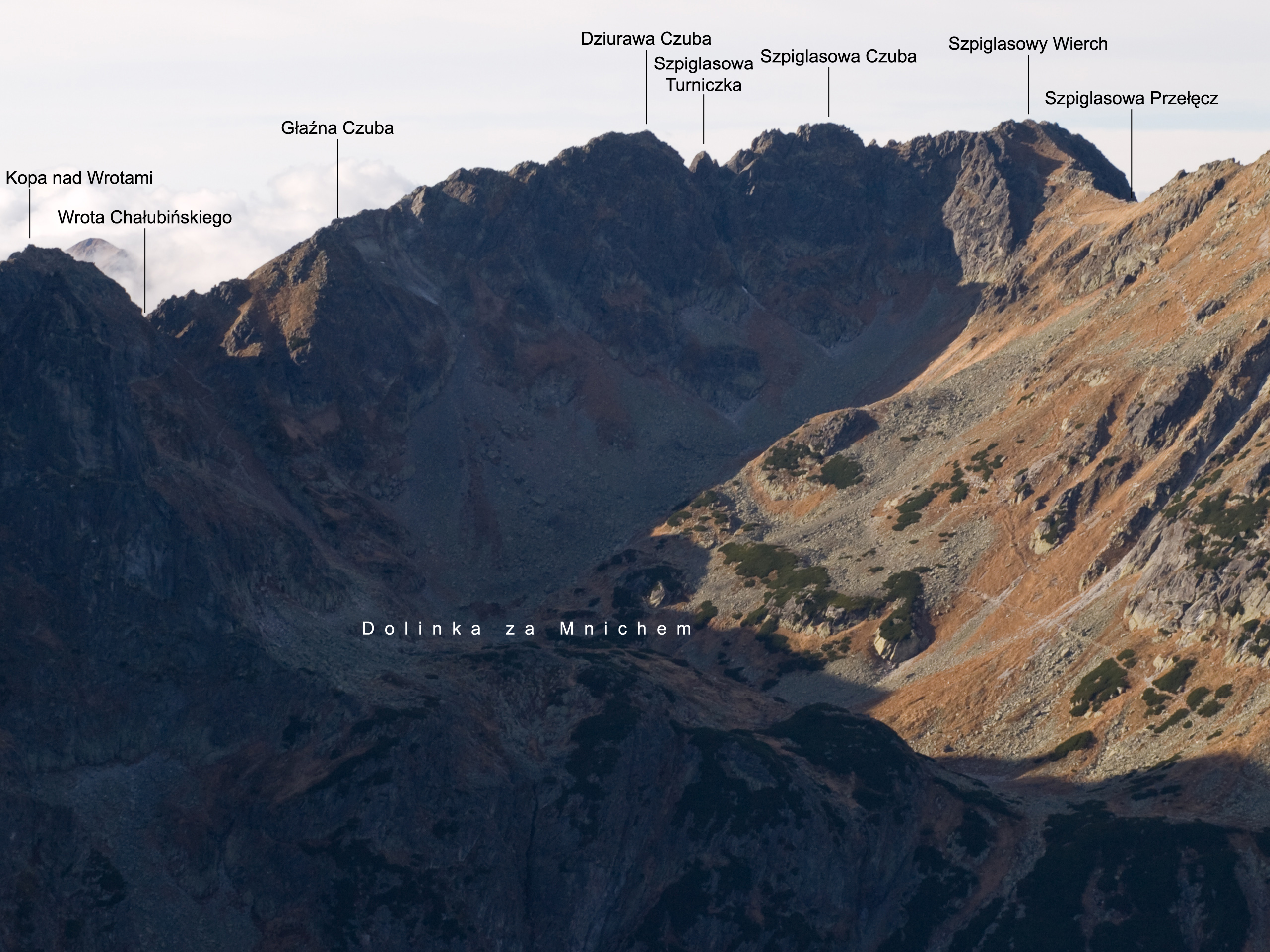
Blick vom Gipfel Żabi Szczyt Niżni

Das eiszeitlich durch Gletscher geformte Hängetal Dolina za Mnichem, auch Dolinka za Mnichem genannt, liegt südlich des Bergtals Dolina Rybiego Potoku, das wiederum ein Seitental des Tals Dolina Białki ist, in der polnischen Hohen Tatra in der Woiwodschaft Kleinpolen. Es liegt unterhalb der Gipfel Miedziane, Szpiglasowy Wierch, Cubryna und Mnich und ca. 300 Meter oberhalb des Tals Dolina Rybiego Potoku.

## Geographie
Das Tal ist knapp einen Kilometer lang und von über 2400 Meter hohen Bergen umgeben, insbesondere vom Massiv der Cubryna. Im Tal befinden sich mehrere kleine Seen, insbesondere der Staw Staszica und der höchstgelegene See Polens Zadni Mnichowy Stawek. Hier hat auch der Gebirgsbach Mnichowy Potok seine Quelle.

## Etymologie
Der Name leitet sich vom Berg Mnich ab und lässt sich als Mönchstal oder wörtlich Tal hinter dem Mönch übersetzen.

## Flora und Fauna
Das Tal liegt oberhalb der Baumgrenze. Im Tal treten seltene alpine Blumen auf, u. a. das Edelweiß. Das Tal ist Rückzugsgebiet für Gämsen, Murmeltiere und Steinadler.

## Klima
Im Tal herrscht Hochgebirgsklima.

## Almwirtschaft
Das Tal gehörte ursprünglich zur Alm Hala Morskie Oko und war damit die höchstgelegene Alm in Polen. Nach der Gründung des Tatra-Nationalparks 1954 wurden die ursprünglichen Eigentümer enteignet bzw. zum Verkauf gezwungen. Almwirtschaft wird seither nicht mehr betrieben.

## Tourismus
▬ Durch das Tal führt ein rot markierter Wanderweg vom Bergsee Meerauge auf den Gebirgspass Wrota Chałbinskiego.
▬ Das Tal wird im unteren Bereich durch einen gelb markierten Wanderweg, Ceprostrada genannt, von dem Bergsee Meerauge auf den Gebirgspass Szpiglasowa Przełęcz gekreuzt.